# Lago di Osiglia
Il lago di Osiglia (o laj d'Oseria in dialetto locale) è un bacino artificiale situato nel comune di Osiglia (SV) in val Bormida.

## Geografia

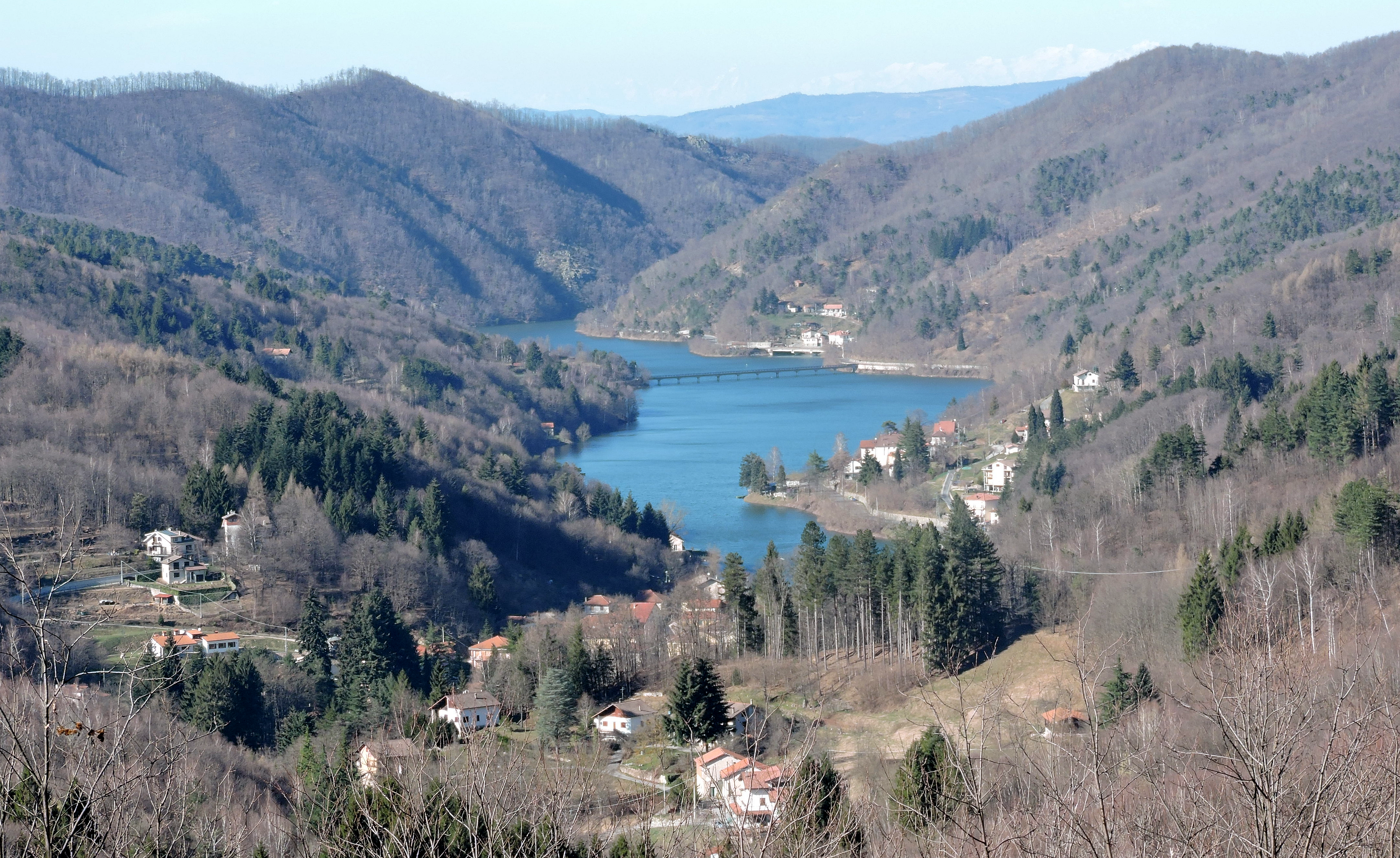
Vista d'insieme

Con 3 km di lunghezza e la capienza di 13 milioni di metri cubi d'acqua quello di Osiglia è il maggior lago della provincia di Savona. Una strada lo costeggia sul lato destro e a metà circa della lunghezza è attraversato dal ponte di Manfrin, dal nome del progettista, che permette il collegamento con una piccola frazione abitata. È area protetta di interesse provinciale ed è tutelato dal SIC denominato Lago di Osiglia (cod. IT1323115).

## Storia
Nel 1926 fu concepito, su progetto dell'ing. Quaglia, il "Progetto di sistemazione del bacino montano", che coinvolgeva l'intera area nella costruzione di una serie di dighe e di una centrale idroelettrica nel comune di Murialdo. Tuttavia, studi sui substrati rocciosi che mostrarono l'inadeguatezza dei terreni e le vicissitudini legate all'inizio della seconda guerra mondiale, causarono la mancata prosecuzione di tutte le altre opere.
La diga di Osiglia, costruita tra il 1937 il 1939, fu l'unica a vedere la luce, e ha un fronte di 224 m e un'altezza dello sbarramento di 70,7 m. Il bacino fu realizzato allo scopo di regolare il flusso d'acqua agli impianti delle acciaierie e ferrerie Falck posti sulla Bormida a valle della diga, oltre che di fornire un costante afflusso d'acqua durante la magra estiva.
L'impresa che realizzò l'impianto è la Torno e C. di Milano consociata con la Consonda-ICOS per gli studi della roccia e  relativi consolidamenti. A seguito della realizzazione della diga furono sfollate circa trecento persone e rimasero sommerse le tre frazioni di Cavallotti, Giacchini e Bertolotti, con diverse abitazioni, botteghe e una chiesa.
Questi ruderi riaffiorano solo ogni dieci o quindici anni, quando, per ragioni di manutenzione, il lago viene completamente svuotato, divenendo un'attrazione turistica. Gli ultimi svuotamenti si sono verificati nel 2006 e nel dicembre del 2020.

## Dati dello sbarramento
- Tipologia: diga a volta, a doppia curvatura
- Anno inizio lavori: 1937
- Anno fine lavori: 1939
- Quota del coronamento: 640,20 m s.l.m.
- Quota di massimo invaso: 637 m s.l.m.
- Altezza sul piano di fondazione: 76,8 m
- Sviluppo del coronamento: 224 m
- Volume di calcestruzzo: 75 000 m³
- Capacità dell'invaso: 13 milioni di m³

## Struttura

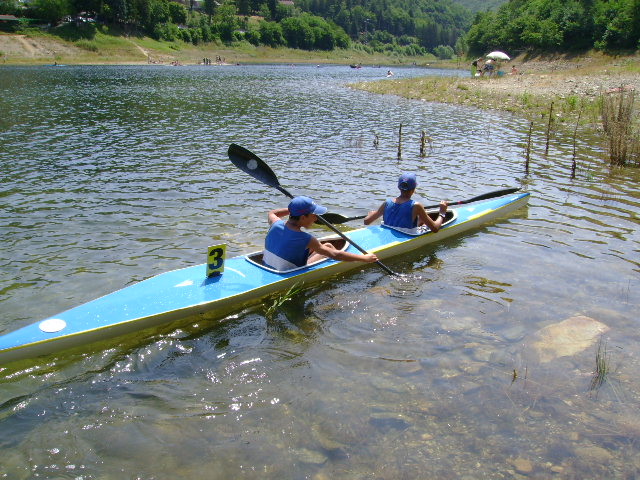
Kayak biposto sul lago

La diga ha la forma di volta a doppia curvatura con una simmetria rispetto all'asse di mezzeria. È completamente tracimabile. È realizzata in calcestruzzo con alla base un pulvino ed una armatura con una doppia rete a due paramenti. I due paramenti hanno una copertura in calcestruzzo quello di valle mentre è in gunite quello di monte. Una trave coprigiunto in calcestruzzo armato copre i giunti radiali e perimetrali. Una lamiera annegata nel calcestruzzo ha lo scopo di assicura la tenuta delle iniezione dei giunti dovute al ritiro del calcestruzzo.
Sono presenti due scarichi di superficie e due profondi, dei quali uno di esaurimento, ed uno scarico di mezzofondo che aveva lo scopo originario di essere il canale di derivazione della galleria che sarebbe servita per produrre energia elettrica. La capacità di progetto è di 682 m3/s.

## Produttività elettrica
La diga di Osiglia è stata pensata anche per la produzione di energia elettrica, con una potenza nominale dell'impianto di 7 MW. Il progetto iniziale prevedeva una centrale idroelettrica nella vicina Murialdo con un canale di 12 km, ma è rimasto solo sulla carta. L'acqua tiene sempre a regime il torrente che viene sfruttato poi a valle con un'opera di presa a Millesimo (a 431 m) per poi essere immessa nella turbina della centrale di Cairo Montenotte (a quota 326 m).
Oggi è di proprietà della Tirreno Power, che fino al 2011 non sfruttava l'impianto per la produzione di energia elettrica. Dopo l'insistenza dei sindaci del territorio, nel 2012 è stata installata una turbina per la produzione di 701 kW e producibilità annua attesa di 2 GWh, producendo solo il 10% dei 7 MW che potrebbe realizzare.

## Fruizione
Il lago, posto in una valle impervia di grande interesse naturalistico, circondato da boschi di faggio, conifere, castagno e rovere, è frequentata meta turistica. Per gli sport acquatici come il canottaggio ospita gare regionali di canottaggio e interregionali di canoa, a cui si aggiungono la regata in costume con mezzi autocostruiti e il trofeo internazionale Lago di Osiglia. Per la pesca sportiva della trota vige il regolamento provinciale.

## Galleria d'immagini

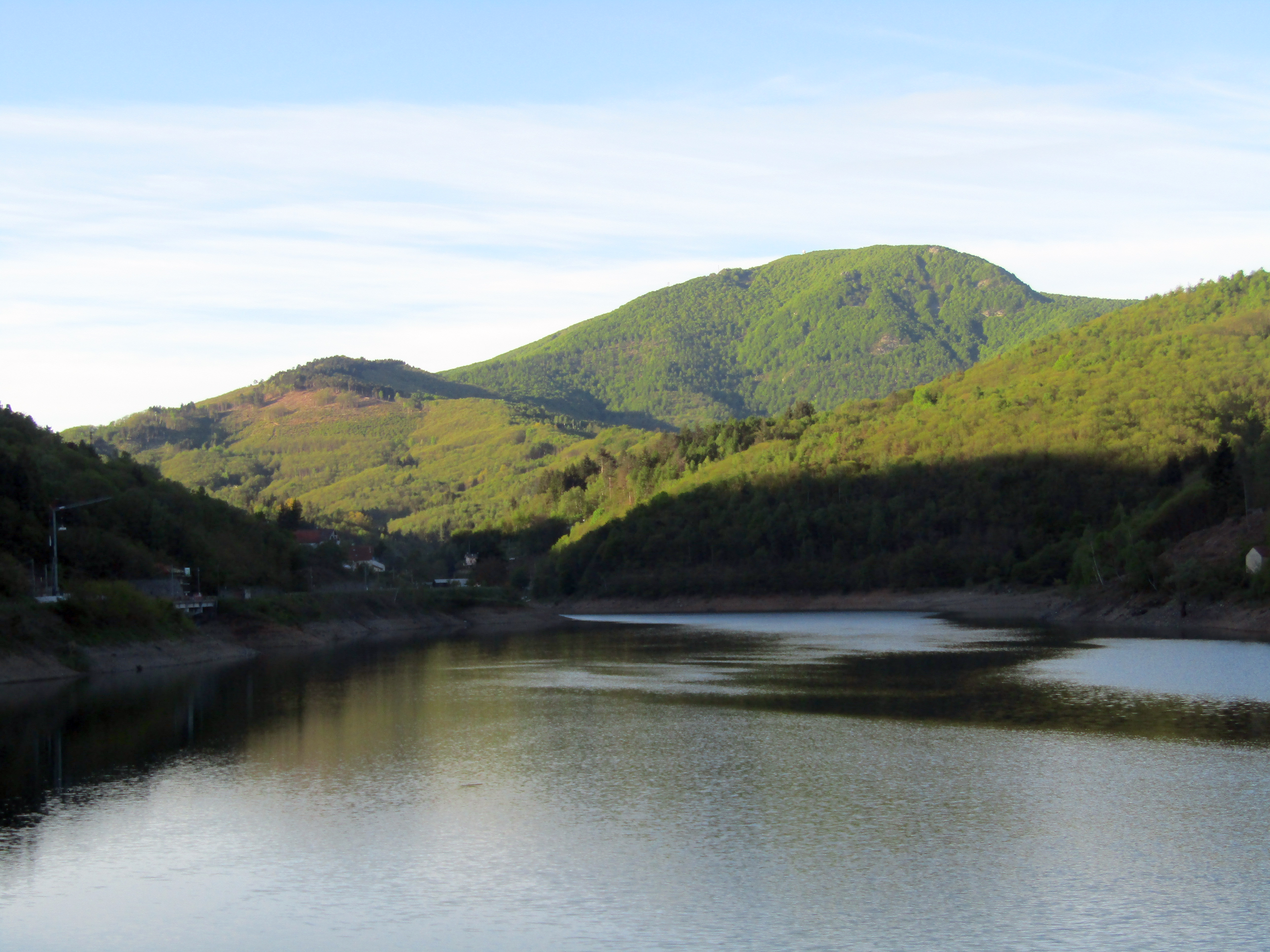
Monte Settepani (1380 m) visto dal lago di Osiglia
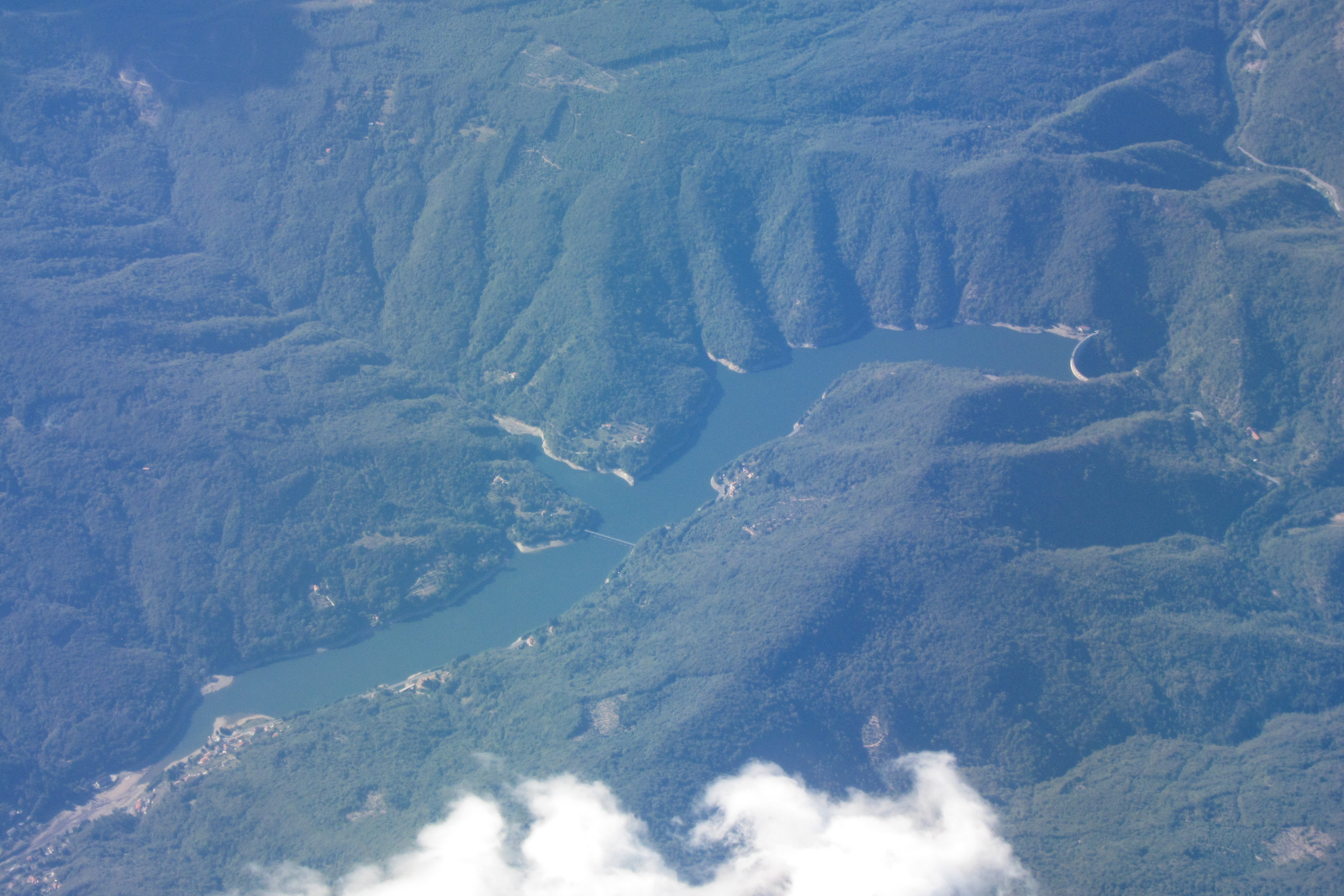
Foto aerea del lago di Osiglia
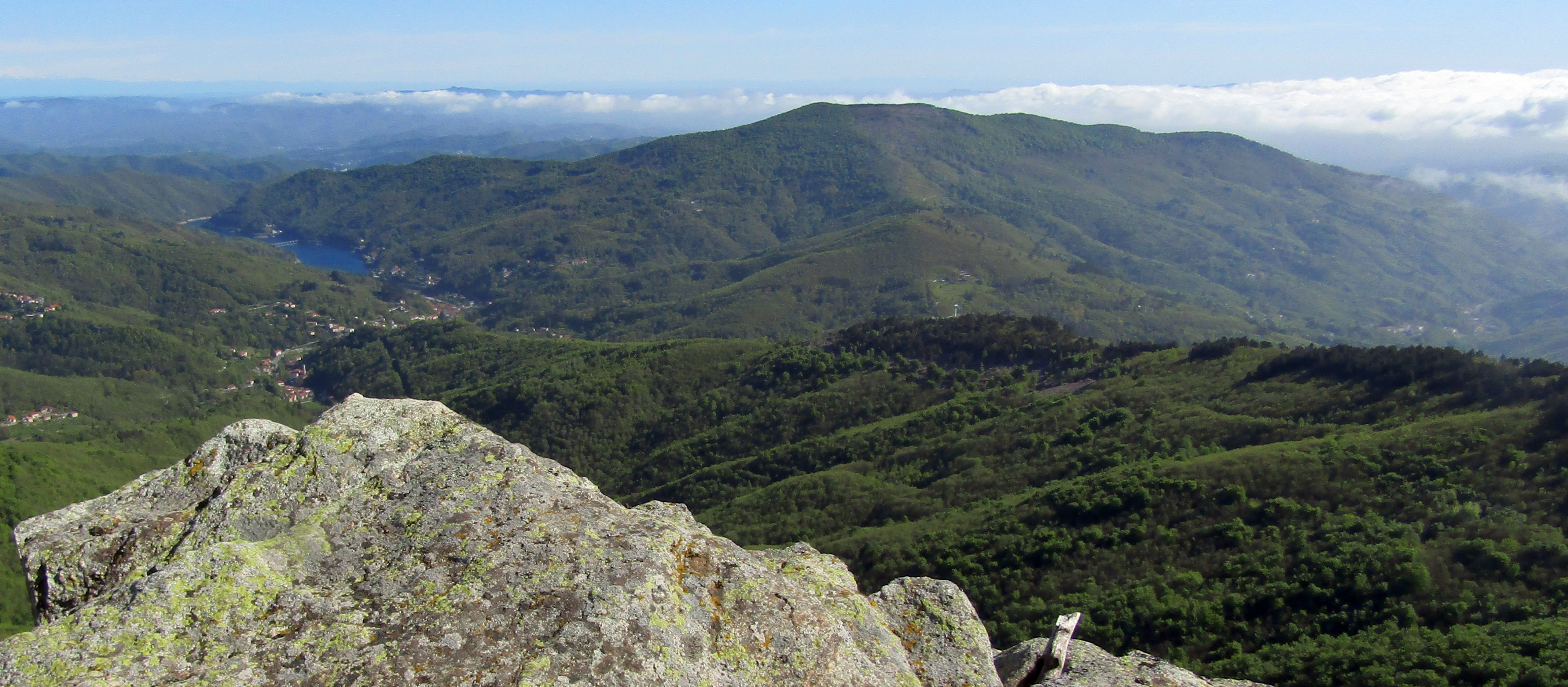
Ronco di Maglio e il Lago di Osiglia visti dal roccione emergente (dalla faggeta) chiamato Rocca dei Falò (Alpi Liguri-1250 m)
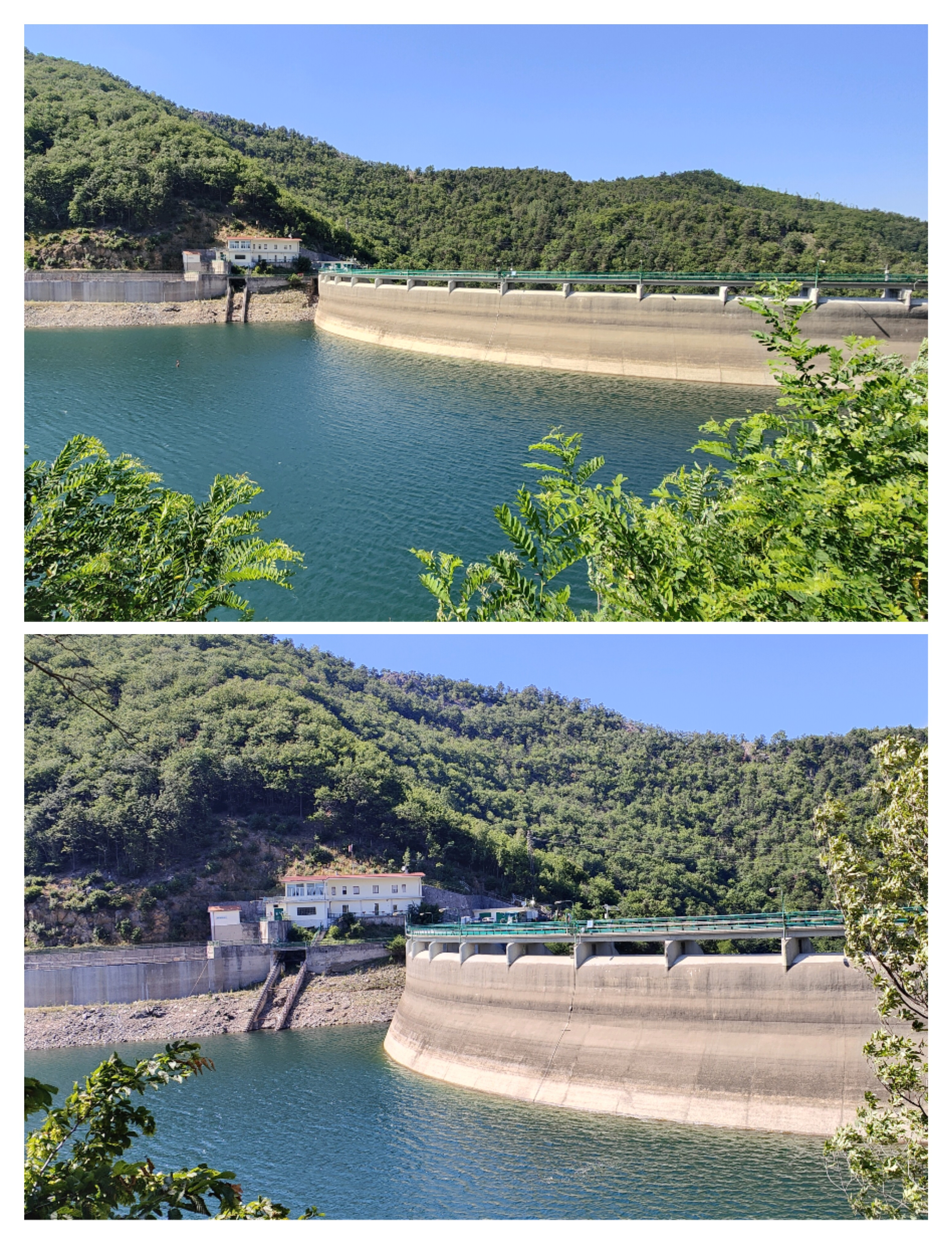
Lo sbarramento della diga di Osiglia (altitudine 637 m)